# Ziff Davis
Ziff Davis Inc. (ZD) é uma editora estadunidense de revistas impressas e de conteúdo para internet. A empresa foi fundada em 1927, em Chicago por William B. Ziff, Sr. e Bernard G. Davis. Através da maior parte de sua história, publicou revistas para hobistas, freqüentemente voltadas para passatempos dispendiosos como automóveis, fotografia, e eletrônica. Todavia, a partir dos anos 1980, a Ziff Davis tem se concentrado em revistas sobre computação e tecnologia, e um número crescente de websites derivados de suas publicações firmaram a imagem da Ziff Davis como uma empresa de informação na internet.
A Ziff Davis teve várias empresas de teledifusão, primeiramente a partir de meados da década de 1970 e posteriormente com sua própria rede de tecnologia, a ZDTV, renomeada posteriormente para TechTV, a qual foi vendida para a Vulcan Ventures em 2001. Os escritórios da Ziff Davis estão localizados na cidade de Nova York, San Francisco e Woburn.
Devido à queda no faturamento nos últimos anos, a Ziff Davis Media solicitou proteção legal contra pedidos de falência em 5 de março de 2008.